# Radnovce
Radnovce este o comună slovacă, aflată în districtul Rimavská Sobota din regiunea Banská Bystrica, pe malul râului Blh⁠(d). Localitatea se află la altitudinea de 173 m deasupra n.m., se întinde pe o suprafață de 8,32 km2 și în 2017 număra 928 de locuitori. Se învecinează cu Vieska nad Blhom, Žíp, Barca, Cakov, Orávka, Bottovo și Sútor.

## Istoric
Localitatea Radnovce este atestată documentar din 1332.

## Demografie
| An:                | 1994 | 2004    | 2014    | 2024    |
| ------------------ | ---- | ------- | ------- | ------- |
| Număr de persoane: | 585  | 695     | 881     | 1020    |
| Diferență:         |      | +18,80% | +26,76% | +15,77% |

| An:                | 2023 | 2024   |
| ------------------ | ---- | ------ |
| Număr de persoane: | 1034 | 1020   |
| Diferență:         |      | −1,35% |